# Loïc Korval
Loïc Korval (Nogent-sur-Marne, 15 de mayo de 1988) es un deportista francés que compitió en judo.
Ganó una medalla de bronce en el Campeonato Mundial de Judo de 2010 y dos medallas en el Campeonato Europeo de Judo, oro en 2014 y plata en 2015. En los Juegos Europeos de Bakú 2015 consiguió dos medallas, oro por equipo y plata en la categoría de –66 kg.

## Palmarés internacional
| Campeonato Mundial | Campeonato Mundial    | Campeonato Mundial | Campeonato Mundial |
| Año                | Lugar                 | Medalla            | Categoría          |
| ------------------ | --------------------- | ------------------ | ------------------ |
| 2010               | Tokio (Japón)         | Medalla de bronce  | –66 kg             |
| Juegos Europeos    |                       |                    |                    |
| Año                | Lugar                 | Medalla            | Categoría          |
| 2015               | Bakú (Azerbaiyán)     | Medalla de oro     | Equipo             |
| 2015               | Bakú (Azerbaiyán)     | Medalla de plata   | –66 kg             |
| Campeonato Europeo |                       |                    |                    |
| Año                | Lugar                 | Medalla            | Categoría          |
| 2014               | Montpellier (Francia) | Medalla de oro     | –66 kg             |
| 2015               | Bakú (Azerbaiyán)     | Medalla de plata   | –66 kg             |